# Ace Science Fiction Specials
Ace Science Fiction Specials waren drie series van sciencefiction- en fantasyboeken uitgegeven door Ace Books tussen 1968 en 1990. De eerste en de derde serie werden uitgegeven onder leiding van Terry Carr, zelf sciencefictionschrijver. De eerste serie was tamelijk succesvol binnen de genres, vier titels kwamen in aanmerking voor de Nebula Award (een prijs voor sciencefictionliteratuur). De eerste twee series bevatten ook heruitgaven, de derde serie bevatte alleen maar nieuw werk.   
Een aantal boeken werd naar het Nederlands vertaald

## Serie 1
- Clifford D. Simak - Why Call Them Back from Heaven? (heruitgave uit 1967)
- James H. Schmitz - The Witches of Karres (heruitgave uit 1966) (nl: Heksen van Karres)
- R.A. Lafferty - Past Master (1968)
- Gertrude Friedberg - The Revolving Boy (heruitgave uit 1966)
- Wilson Tucker - The Lincoln Hunters (hertuitgave uit 1958)
- Alexei Panshin - Rite of Passage (1968) (nl: Inwijdingsritueel) Nebula Awardwinnaar
- Joanna Russ - Picnic on Paradise (1968)
- Bob Shaw - The Two-Timers (1968) (nl: Het dubbelbestaan van John Breton)
- D.G. Compton - Synthajoy (1968)
- Piers Anthony and Robert E. Margroff - The Ring (1968) (nl: In de macht van de ring)
- James Blish en Norman L. Knight - A Torrent of Faces (heruitgave uit 1967)
- James H. Schmitz - The Demon Breed (1968)
- Roger Zelazny - Isle of the Dead (1969)
- John Brunner - The Jagged Orbit (1969)
- Ursula K. Le Guin - The Left Hand of Darkness (1969) (nl: Duisters linkerhand) Hugo Award- en Nebula Awardwinnaar
- Philip K. Dick - The Preserving Machine (1969)
- Avram Davidson - The Island Under the Earth (1969) (nl: Het eiland onder de Aarde)
- John T. Sladek - Mechasm (heruitgave uit 1968)
- D.G. Compton - The Silent Multitude (1969)
- Bob Shaw - The Palace of Eternity (1969)
- Keith Roberts - Pavane (heruitgave uit 1968)
- Michael Moorcock - The Black Corridor (1969) (nl: Emigranten voor Utopia)
- R.A. Lafferty - Fourth Mansions (1969)
- D G. Compton - The Steel Crocodile (1970)
- Joanna Russ - And Chaos Died (1970)
- Avram Davidson - The Phoenix and the Mirror (heruitgave uit 1969)
- Ron Goulart - After Things Fell Apart (1970) (nl: De grote chaos)
- Wilson Tucker - The Year of the Quiet Sun (1970)
- R.A. Lafferty - Nine Hundred Grandmothers (1970) (nl: Negenhonderd grootmoeders)
- Ursula K. Le Guin - A Wizard of Earthsea (heruitgave uit 1968) (nl: Machten van de Aardzee)
- D.G. Compton - Chronocules (1970)
- Bob Shaw - One Million Tomorrows (1970)
- John Brunner - The Traveler in Black (1971) (nl: Reiziger in de chaos)
- Suzette Haden Elgin - Furthest (1971) (nl: Uiterst of de planeet der gemiddelden)
- Bruce McAllister - Humanity Prime (1971)
- Michael Moorcock - The Warlord of the Air (1971)
- Gerard F. Conway - The Midnight Dancers (1971)
- Gordon Eklund - The Eclipse of Dawn (1971)

## Serie 2
- Mary Staton - From the Legend of Biel (1975)
- D.D. Chapman en Deloris Lehman Tarzan - Red Tide (1975)
- Marion Zimmer Bradley - Endless Voyage (1975)
- Stanislaw Lem - The Invincible (1975)
- Felix C. Gotschalk - Growing Up in Tier 3000 (1975)
- Walt Richmond en Leigh Richmond - Challenge the Hellmaker (1976)
- Thomas Burnett Swann - Lady of the Bees (1976)
- Thomas Burnett Swann - The Tournament of Thorns (1976)
- William Barton - A Plague of All Cowards (1976)
- Chelsea Quinn Yarbro - Time of the Fourth Horseman (1976)
- Bob Shaw - Orbitsville (1977)

## Serie 3
- Kim Stanley Robinson - The Wild Shore (1984)
- Carter Scholz en Glenn Harcourt - Palimpsests (1984)
- Lucius Shepard - Green Eyes (1984)
- Howard Waldrop - Them Bones (1984)
- William Gibson - Neuromancer (1984) Nebula Award- en Hugo Awardwinnaar (nl: Zenumagiër)
- Michael Swanwick - In the Drift (1985)
- Jack McDevitt - The Hercules Text (1986)
- Loren J. MacGregor - The Net (1987)
- Richard Kadrey - Metrophage (1988)
- Ted Reynolds - The Tides of God (1989)
- Claudia O'Keefe - Black Snow Days (1990)
- Gregory Feeley - The Oxygen Barons (1990)